# Luigi Chinetti
Luigi Chinetti (Jerago con Orago, 17 de julho de 1901 — Greenwich, 17 de agosto de 1994) foi um automobilista italiano naturalizado estadunidense, três vezes vencedor das 24 Horas de Le Mans e duas das 24 Horas de Spa.

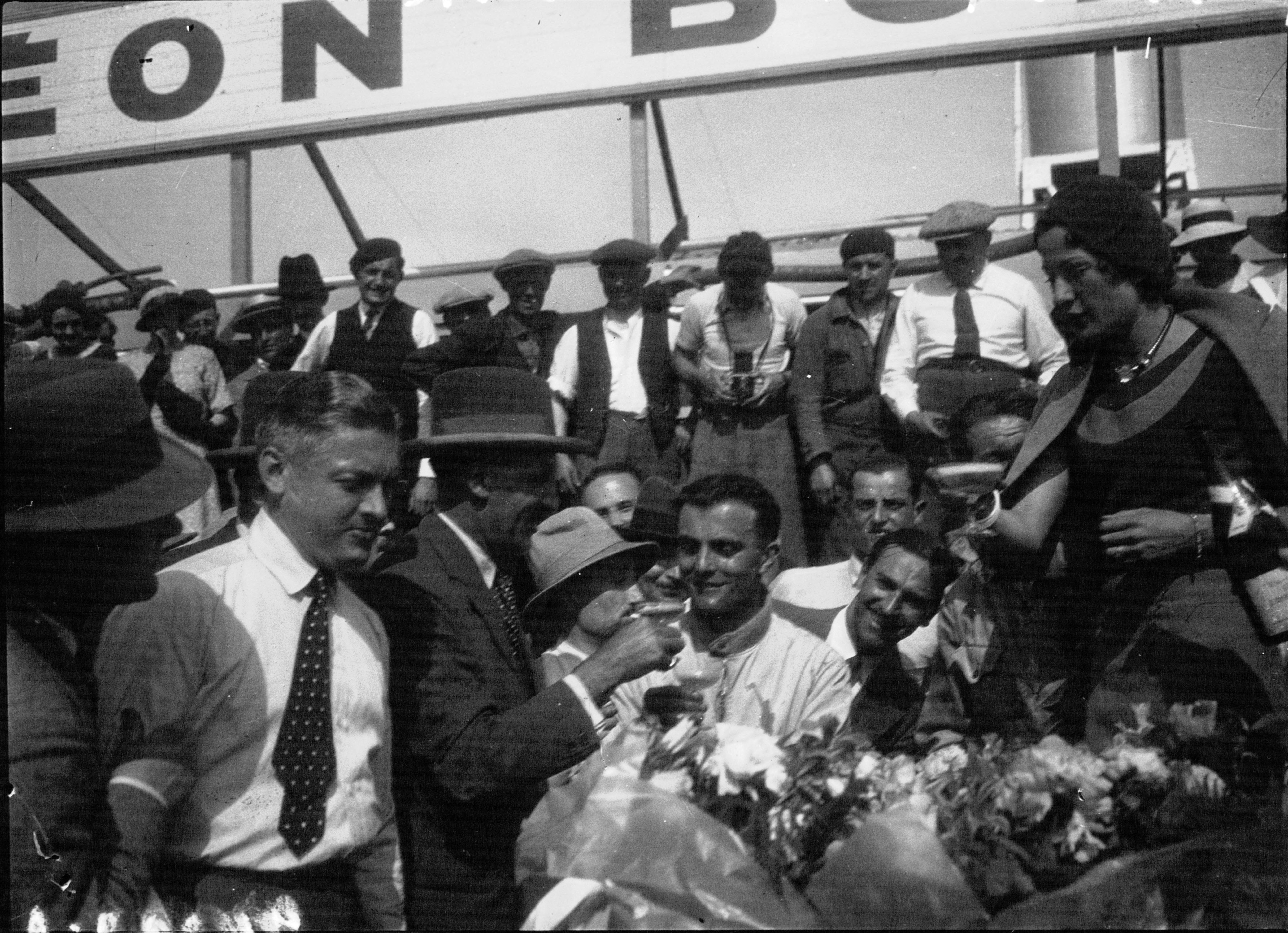
Chinetti e Sommer durante a premiação pela vitória na edição de 1932 das 24 Horas de Le Mans.

Nascido na Lombardia, Chinetti começou sua vida no automobilismo trabalhando na fábrica da Alfa Romeo, onde chegou a trabalhar e correr com Enzo Ferrari pela equipe de corridas da empresa. Durante os anos 1930, ganhou uma reputação exímio piloto de corridas de resistência. Participando das 24 Horas de Le Mans pela primeira vez 1932, em parceria com o francês Raymond Sommer, terminou com a vitória naquela corrida. No ano seguinte, em 1933, chegou próximo de uma nova vitória, agora correndo com Philippe de Gunzbourg, mas terminando em segundo; mas voltando a vencer em 1934 com Philippe Étancelin. Ns quatro edições seguintes em que participou — 1935, 1937, 1938 e 1939 —, acabou abandonando todas. Por conta da eclosão da Segunda Guerra Mundial, a edição de 1939 acabou sendo a última até a retomada das corridas em Le Mans, apenas em 1949, quando venceu pela terceira vez, neste mesmo ano.
Durante o conflito mundial, acabou indo para os Estados Unidos em 1940 como membro de uma equipe que disputaria as 500 Milhas de Indianápolis naquele ano, e permanecendo durante a guerra. Chinetti solicitou a cidadania estadunidense em 1947, obtendo-a em 1950, embora já viesse correndo representando os Estados Unidos desde 1946. Ele ainda chegaria a disputar as edições de Le Mans de 1950, 1951, 1952 e 1953, mas obtendo como melhor resultado apenas um oitavo lugar em 1952. Além da corrida francesa, Chinetti também venceu duas edições das 24 Horas de Spa, em 1933 e 1949. Em 1958, Chinetti fundou a North American Racing Team, empresa que foi a primeira importadora de carros da Ferrari para os Estados Unidos, e dado seu relacionado antigo com Enzo Ferrai, durante muitos anos foi a única.

### 24 Horas de Le Mans[4]
| Ano  | Equipe                            | Nº | Co-Pilotos             | Chassi                          | Pneus | Classe | Voltas | Posição Geral | Posição Na Categoria |
| Ano  | Equipe                            | Nº | Co-Pilotos             | Motor                           | Pneus | Classe | Voltas | Posição Geral | Posição Na Categoria |
| ---- | --------------------------------- | -- | ---------------------- | ------------------------------- | ----- | ------ | ------ | ------------- | -------------------- |
| 1932 | Raymond Sommer                    | 8  | Raymond Sommer         | Alfa Romeo 8C 2300LM            | E     | 3.0    | 218    | 1º            | 1º                   |
| 1932 | Raymond Sommer                    | 8  | Raymond Sommer         | Alfa Romeo 2.3L Supercharged I8 | E     | 3.0    | 218    | 1º            | 1º                   |
| 1933 | Soc. Anon. Alfa Romeo             | 8  | Philippe de Gunsburg   | Lancia LC2                      | P     | 3.0    | 233    | 2º            | 2º                   |
| 1933 | Soc. Anon. Alfa Romeo             | 8  | Philippe de Gunsburg   | Alfa Romeo 2.3L Supercharged I8 | P     | 3.0    | 233    | 2º            | 2º                   |
| 1934 | Luigi Chinetti Philippe Étancelin | 9  | Philippe Étancelin     | Alfa Romeo 8C 2300              | E     | 3.0    | 318    | 1º            | 1º                   |
| 1934 | Luigi Chinetti Philippe Étancelin | 9  | Philippe Étancelin     | Alfa Romeo 2.3L Supercharged I8 | E     | 3.0    | 318    | 1º            | 1º                   |
| 1935 | Luigi Chinetti                    | 11 | Jacques Gastaud        | Alfa Romeo 8C 2300              |       | 3.0    | 116    | DNF           | DNF                  |
| 1935 | Luigi Chinetti                    | 11 | Jacques Gastaud        | Alfa Romeo 2.3L Supercharged I8 |       | 3.0    | 116    | DNF           | DNF                  |
| 1937 | Luigi Chinetti                    | 21 | Louis Chiron           | Talbot T150C                    |       | 5.0    | 7      | DNF           | DNF                  |
| 1937 | Luigi Chinetti                    | 21 | Louis Chiron           | Talbot 4.0L I6                  |       | 5.0    | 7      | DNF           | DNF                  |
| 1938 | Luigi Chinetti                    | 3  | Philippe Étancelin     | Talbot T26                      |       | 5.0    | 66     | DNF           | DNF                  |
| 1938 | Luigi Chinetti                    | 3  | Philippe Étancelin     | Talbot 4.5L I6                  |       | 5.0    | 66     | DNF           | DNF                  |
| 1939 | Luigi Chinetti                    | 3  | Donald Mathieson       | Talbot T26                      |       | 5.0    | 154    | DNF           | DNF                  |
| 1939 | Luigi Chinetti                    | 3  | Donald Mathieson       | Talbot 4.5L I6                  |       | 5.0    | 154    | DNF           | DNF                  |
| 1949 | Lord Selsdon                      | 22 | Peter Mitchell-Thomson | Ferrari 166MM                   | E     | S 2.0  | 235    | 1º            | 1º                   |
| 1949 | Lord Selsdon                      | 22 | Peter Mitchell-Thomson | Ferrari 2.0L V12                | E     | S 2.0  | 235    | 1º            | 1º                   |
| 1950 | Luigi Chinetti                    | 24 | Pierre-Louis Dreyfus   | Ferrari 195S Barchetta          | E     | S 3.0  | 121    | DNF           | DNF                  |
| 1950 | Luigi Chinetti                    | 24 | Pierre-Louis Dreyfus   | Ferrari 2.4L V12                | E     | S 3.0  | 121    | DNF           | DNF                  |
| 1951 | Luigi Chinetti                    | 15 | Jean Lucas             | Ferrari 340 Barchetta           | D     | S 5.0  | 246    | 8º            | 5º                   |
| 1951 | Luigi Chinetti                    | 15 | Jean Lucas             | Ferrari 4.1L V12                | D     | S 5.0  | 246    | 8º            | 5º                   |
| 1952 | Luigi Chinetti                    | 12 | Jean Lucas             | Ferrari 340 America B           | D     | S 5.0  | 133    | DSQ           | DSQ                  |
| 1952 | Luigi Chinetti                    | 12 | Jean Lucas             | Ferrari 4.1L V12                | D     | S 5.0  | 133    | DSQ           | DSQ                  |
| 1953 | Luigi Chinetti                    | 16 | Tom Cole Jr.           | Ferrari 340MM Vignale S         | P     | S 5.0  | 175    | DNF           | DNF                  |
| 1953 | Luigi Chinetti                    | 16 | Tom Cole Jr.           | Ferrari 4.1L V12                | P     | S 5.0  | 175    | DNF           | DNF                  |